# Hans Oelze
Hans Joachim Christian Oelze (* 21. September 1896 in Beeskow, Brandenburg; † 31. Mai 1963 in Hann. Münden) war ein deutscher Polizeibeamter und Oberst. Oelze fungierte im NS-Staat u. a. als Abteilungsleiter im Geheimen Staatspolizeiamt in Berlin und als Regimentskommandeur im Zweiten Weltkrieg.

## Leben und Tätigkeit

### Frühe Jahre und Erster Weltkrieg
Oelze war der Sohn eines Oberzollinspektors, der aus einer Bauernfamilie aus Dahlen bei Stendal stammte. Die Mutter war Tochter eines Hoteleigentümers aus Elmshorn. Er besuchte die Mittelschule in Küstrin (1903 bis 1906), das Gymnasium in Küstrin (1906 bis 1908) und das Gymnasium in Berlin (1908 bis 1914), das er 1914 verließ.
Nach dem Beginn des Ersten Weltkriegs trat Oelze am 21. August 1914 als Freiwilliger in das Leib-Grenadier-Regiment „König Friedrich Wilhelm III.“ (1. Brandenburgisches) Nr. 8 der Preußischen Armee ein. Mit diesem nahm er von 1914 bis 1918 am Krieg teil, wobei er u. a. in Frankreich und Russland zum Einsatz kam. Am 16. Mai 1918 bestand Oelze das Abiturexamen im Rahmen einer Kriegsteilnehmerprüfung in Berlin. Bei Kriegsende hatte er den Rang eines Leutnants erreicht und wurde 1919 mit dem Charakter als Oberleutnants der Reserve aus der Armee entlassen. Für seine Leistungen im Krieg wurde er mit beiden Klassen des Eisernen Kreuzes sowie dem Ritterkreuz des Königlichen Hausordens von Hohenzollern mit Schwertern ausgezeichnet.
Am 18. Oktober 1918 geriet Oelze in französische Kriegsgefangenschaft. Im August 1919 gelang es ihm, aus dieser zu entkommen und über die Schweiz nach Deutschland zurückzukehren.

### Weimarer Republik
Von September 1919 bis September 1925 durchlief Oelze eine kaufmännische Lehre und arbeitete er praktisch in einer Zuckerwarenfabrik und in gastronomischen Betrieben. Auch war er Angestellter bei einer Bank und in der Presse. Politisch gehörte er ab 1921 der Deutschen Volkspartei an.
In den Jahren 1924 und 1925 betätigte Oelze sich in dem von dem ehemaligen Hauptmann Paul Röhrbein geführten rechtsgerichteten Wehrverband Frontbann Nord, einer im Berliner Raum aktiven Nachfolgeorganisation der nach dem gescheiterten Hitler-Putsch von 1923 aufgelösten Sturmabteilung (SA) der NSDAP.
Aufgrund der gegen den Bestand der Weimarer Republik gerichteten Tätigkeit des Frontbanns Nord – bzw. der illegalen Methoden mit denen die Organisation ihre Ziele zu erreichen versuchte – wurde im Herbst 1925 eine Reihe von Verhaftungen unter führenden Funktionären desselben wegen des Verdachtes der Geheimbündelei vorgenommen und ein Verfahren beim Landgericht Berlin III eingeleitet. Neben Röhrbein, seinem Adjutanten Karl Ernst und den drei Frontbann-Bezirksführern Waldemar Geyer, Ludwig Dargel und Kurt Daluege sowie Ernst Wetzel wurde auch Oelze für einige Wochen in Haft genommen.
Ein weiteres Verfahren, in das Oelze zu dieser Zeit verwickelt war, betraf einen Vorgang der sich im Jahre 1925 bei einem Frontbannaufmarsch in Zossen zugetragen hatte: Dabei war eine schwarz-rot-gold Fahne durch die vom Regen stark verschmutzte Straße gezogen worden. Im Jahre 1924 war Oelze außerdem im Grunewald wegen der Führung einer verbotenen militärischen Formation angezeigt worden.
Zum 1. November 1925 trat Oelze in die preußische Schutzpolizei ein, in der er zunächst als Wachtmeister Dienst tat. Im März 1929 wurde er in der Polizei zum Polizeileutnant befördert, womit er zum Polizeioffizier aufrückte. Einem zeitgenössischen Aktenvermerk zufolge erklärte er am 11. Dezember 1928 gegenüber dem Berliner Polizeivizepräsidenten Weiss, dass er sich von seinem bisherigen politischen Standpunkt losgesagt habe und nunmehr der Republik innerlich treu verbunden sei. Intern wurde jedoch angenommen, wie eine Beurteilung aus den 1930er Jahren – nunmehr lobend gemeint – berichtete, „dass er innerlich nach wie vor die verfassungsfeindliche und auf offenen Kampf gegen den Staat gerichtete Einstellung des Frontbann für richtig hielt und sogar teilte.“ Dass diese Einschätzung korrekt war spricht, dass Oelze sich innerhalb der Schutzpolizei von Ende der 1920er Jahre bis zum Machtantritt der Nationalsozialisten im Frühjahr 1933 nachweislich im Sinne der NSDAP betätigte, u. a. indem er im Kreis seiner Kollegen bei der Polizei Agitation zugunsten der NS-Bewegung betrieb und indem er den Nationalsozialisten interne Informationen über von der Polizei geplante, gegen sie gerichtete Aktionen (Razzien, Hausdurchsuchungen usw.) zuspielte. Zum 1. November 1930 trat Oelze heimlich in die NSDAP ein (Mitgliedsnummer 346.936).
Im Jahre 1932 wurde auf Veranlassung der Abteilung I A des Berliner Polizeipräsidiums (Politische Polizei) eine Haussuchung sowohl in Oelzes Privatwohnung als auch in seinem Dienstzimmer wegen des Verdachtes auf Betätigung für die NSDAP vorgenommen. Außerdem wurde er zu dem Verdacht vernommen, mit dem im Nachrichtendienst der NSDAP tätig gewesenen Oberleutnant a. D. Kurt von Possanner wegen der Finanzierung des nationalsozialistischen Nachrichtendienstes bei dem Kommerzienrat Ernst Paul Lehmann in Brandenburg vorstellig geworden zu sein. Lehmann war damals Förderer der Matrosenschule Deutschland, in der Oelze sich im Frühjahr 1931 ehrenamtlich als Lehrer betätigt hatte.
Ein gegen Oelze eingeleitetes Disziplinarverfahren mit dem Ziel, ihn als Verfassungsfeind aus dem Polizeidienst zu entfernen, kam aufgrund der zwangsweisen Amtsenthebung der preußischen Regierung vom 20. Juli 1932 (Preußenschlag) nicht mehr zum Abschluss, so dass er in der Polizei verbleiben konnte.
Stattdessen gründete Oelze 1932 zusammen mit Walther Wecke und Franz Nippold die Arbeitsgemeinschaft nationalsozialistischer Polizeibeamter.

### Zeit des Nationalsozialismus

#### Laufbahn in der Polizei des NS-Staates (1933 bis 1935)
Kurz nach der Machtübernahme der Nationalsozialisten wurde Oelze im Februar 1933 in die von Walther Wecke geführte neu aufgestellte Sonderpolizeigruppe des preußischen Innenministeriums (Landespolizeigruppe Wecke z. b. V.) aufgenommen, eine dem seit dem 30. Januar 1933 als preußischer Innenminister (und ab April in Personalunion auch als Ministerpräsident) amtierenden NS-Politiker Hermann Göring unterstehende polizeiliche Spezialeinheit. Oelze übernahm in dieser die Führung einer Hundertschaft. Zum 1. April 1933 wurde er in dieser Einheit aufgrund seiner „besonderen Verdienste um die Wiedererstehung des nationalen Staates“ zum Polizeihauptmann befördert. Heinrich Himmler verlieh Oelze zudem am 29. April 1933 als „äusseres Zeichen der Kameradschaft und Verbundenheit mit der SS“, die er „seit Jahren“ durch sein Handeln bewiesen habe, das SS-Zivilabzeichen, ohne das Oelze der SS selbst angehörte.
Zum 1. Juli 1933 wechselte Oelze in das Geheime Staatspolizeiamt, in dem er bis zum 15. November desselben Jahres die Abteilung IV (Landesverrat und Spionage) leitete. Sein Nachfolger in dieser Position wurde im November 1933 Günther Patschowsky.
Nach der gewaltsamen Zerschlagung der Berliner SA-Führung im Zuge der Röhm-Affäre vom 30. Juni 1934 wurde Oelze von Wecke, der am 2. Juli 1934 mit der kommissarischen Führung der Berliner SA beauftragt wurde, als kommissarischer Stabsführer der SA-Gruppe Berlin-Brandenburg eingesetzt, ohne selbst Mitglied der SA zu sein.

#### Laufbahn in der Wehrmacht (1935 bis 1945)
Zu Beginn des Jahres 1935 wurde Oelze von der Polizei in die Wehrmacht kommandiert. In dieser wurde er am 1. Juli 1935 als Hauptmann und Kompanieführer dem Pionierbataillon 4 in Magdeburg zugeteilt. Im Oktober 1937 wurde er dort zum Major befördert.
Durch Verfügung vom 13. Mai 1935 wurde Oelze durch die Ortsgruppe Berlin-Westend wegen „Interessenlosigkeit“ aus der NSDAP ausgeschlossen. 1937 wurde er durch eine Entscheidung des Obersten Parteigerichtes der NSDAP, das die Entscheidung von 1935 aufhob, wieder in die Partei aufgenommen, nachdem Oelze dargelegt hatte, dass er seine Parteiverhältnisse aufgrund häufiger Fortbildungskurse und Versetzungen vernachlässigt hatte und er außerdem Empfehlungen einer Reihe hochgestellter Persönlichkeiten (darunter Daluege, Sepp Dietrich, Walter Jurk und Dietrich von Jagow) beigebracht hatte.
Während des Zweiten Weltkrieges wurde Oelze zunächst vom 1. September 1939 bis 31. Dezember 1940 als Bataillonskommandeur im 95. Infanteriedivision eingesetzt. Anschließend wurde er vom 1. Januar 1941 bis 30. November 1942 Bataillonskommandeur in der 191. Reservedivision verwendet. Während dieser Zeit nahm er vom 22. Juni 1941 bis 31. März 1942 an Kämpfen in Russland teil, um anschließend vom 1. Oktober 1942 bis 30. November 1942 der deutschen Besatzungstruppe in Belgien anzugehören. Vom 1. Dezember 1942 bis 31. Mai 1943 fungierte Oelze dann als Abschnittskommandeur im Korps Holland. In dieser Position war er namentlich als Kommandant für den Verteidigungsabschnitt Haag-Scheweningen zuständig, wobei ihm die taktischen Truppen aller Wehrmachtsteile sowie der Polizei und Waffen-SS unterstanden. Nach seiner Ablösung auf diesem Posten tat er vom 1. Juni 1943 bis 28. Februar 1945 als Regimentskommandeur in der 319. Infanteriedivision Dienst, mit der er der Besatzungstruppe auf der Kanalinsel Guerney angehörte. Zuletzt war Oelze vom 4. März 1945 bis 16. April 1945 Infanterieführer an der Atlantikfestung Girondemündung-Nord.
Während der Kriegsjahre wurde Oelze nacheinander zum Oberstleutnant (1. Januar 1941) und Oberst (1. Juli 1942) befördert.
Am 16. April 1945 ordnete Oelze entgegen ihm erteilten Befehlen die Kapitulation der ihm unterstehenden Truppen an, wofür er am 18. April 1945 von einem deutschen Marine-Gericht des Atlantikstützpunktes in La Rochelle in absentia zum Tode verurteilt wurde. Das Urteil wurde aber nicht vollstreckt, da er sich zu diesem Zeitpunkt bereits in Kriegsgefangenschaft befand.

### Nachkriegszeit
Bei Kriegsende geriet Oelze in französische Kriegsgefangenschaft, aus der er zum 16. März 1946 entlassen wurde. Er ließ sich anschließend in Niedersachsen nieder. Dort arbeitete er zunächst als Hilfsarbeiter in einer Tischlerei.
In seinem Spruchkammerverfahren wurde Oelze durch Entscheidung des 3. Spruchausschusses beim Entnazifizierungs-Hauptausschuss Hildesheim-Stadt im schriftlichen verfahren vom 5. März 1949 (rechtskräftig seit 23. März 1949) in die Entnazifizierungskategorie V (Entlastet) eingereiht. Nachträglich wurde 1951 festgestellt, dass Oelze im Rahmen seines Spruchkammerverfahrens Fragebogenfälschung begangen hatte. Dies hatte er getan, indem er in seinen Fragebogen von 1946 seine Betätigung in rechtsgerichteten Verbänden in den 1920er Jahren verschwiegen hatte und seinen Eintritt in die NSDAP, der tatsächlich 1930 erfolgt war, auf dem Papier in das Jahr 1933 verlegt hatte, sowie indem er seine Tätigkeit in der Polizeiabteilung Wecke im Jahr 1933, seine Tätigkeit als Abteilungsleiter im Geheimen Staatspolizeiamt im selben Jahr, seine bevorzugte Beförderung durch Hermann Göring im April 1933 sowie seine kommissarische Betrauung mit dem Posten des Stabsführers der Berliner SA im Sommer 1934 unterschlagen hatte. Die Behörden beschlossen jedoch die Angelegenheit auf sich beruhen zu lassen.
Oelze war Mitglied der niedersächsischen CDU. 1955 kandidierte er für den niedersächsischen Landtag für den Wahlkreis Hann. Münden.
1967 wurde postum gegen Oelze im Zusammenhang mit der Ermordung des „Hellsehers“ Erik Jan Hanussen im Frühjahr 1933 als potentieller Mitwisser der Umstände, unter denen die Tat erfolgte, ermittelt.

## Familie
Oelze war verheiratet mit Margot Manthey. Das Ehepaar hatte drei Kinder.

## Archivarische Überlieferung
Eine Militärpersonalakte zu Oelze hat sich im Bundesarchiv Freiburg erhalten (PERS 6/6644). Seine Entnazifizierungsakte wird im Niedersächsischen Landesarchiv verwahrt (NLA HA Nds. 171, Hildesheim Nr. 35179).